# Sikar (stad)
Sikar is een nagar panchayat (plaats) in het district Sikar van de Indiase staat Rajasthan. 

## Demografie
Volgens de Indiase volkstelling van 2001 wonen er 184.904 mensen in Sikar, waarvan 52% mannelijk en 48% vrouwelijk is. De plaats heeft een alfabetiseringsgraad van 64%. 